# Отто Гельдер
Отто Людвіг Гельдер (нім. Otto Ludwig Hölder, 22 грудня 1859 — 29 серпня 1937) — німецький математик.
Гельдер спочатку навчався в Політехнікумі (який сьогодні є університетом Штутгарта), а потім в 1877 році поїхав до Берліна, де був учнем Леопольда Кронекера, Карла Вейєрштрасса і Ернста Куммера.
Він відзначився багатьма теоремами, включаючи: нерівність Гельдера, композиційний ряд, теорему про те, що кожна лінійно впорядкована група, яка задовольняє властивість Архімеда, ізоморфна підгрупі адитивної групи дійсних чисел, класифікація простих груп порядку до 200, аномальні зовнішні автоморфізми симетричної групи S6 і теорему Гельдера, яка передбачає, що гамма-функція не задовольняє ніякому алгебраїчному диференціальному рівнянню. Інша ідея, пов'язана з його ім'ям, — це умова Гельдера (або безперервність Гельдера), яка використовується в багатьох областях аналізу, включаючи теорії рівнянь з частинними похідними і функціональних просторів.
У 1877 році він вступив до Берлінського університету і здобув ступінь доктора в Тюбінгенському університеті в 1882 році. Працював у Лейпцизькому університеті з 1899 року до виходу на пенсію.
У 1933 році Гельдер підписав присягу про лояльність німецьких професорів Адольфу Гітлеру та Національній соціалістичній державі.